# Remo nos Jogos Olímpicos de Verão de 2020 - Dois sem masculino
A competição do dois sem masculino do remo nos Jogos Olímpicos de Verão de 2020 foi realizada entre 24 e 29 de julho de 2021, no Sea Forest Waterway, em Tóquio. Um total de 27 remadores de 13 Comitês Olímpicos Nacionais (CON) participaram do evento.

## Qualificação
Cada CON pode classificar um único barco de dois remadores no dois sem masculino desde 1912. Um total de 13 vagas estavam disponíveis, sendo atribuídas da seguinte forma:
- 11 pelo Campeonato Mundial de 2019;
- 2 pelas regatas de qualificação finais.

## Formato
No dois sem cada barco é impulsionado por dois remadores. Por serem barcos de pontas, cada remador tem remos em apenas um lado; isso contrasta com os barcos parelhos em que cada remador usa dois remos, um de cada lado do barco. A competição consiste em rodadas e usa o formato de três fases. As finais são realizadas para determinar a colocação de cada barco (na final A são definidos os medalhistas). O percurso usa a distância de 2000 metros que se tornou o padrão olímpico em 1912.

## Calendário
Horário local (UTC+9)
| Dia         | Horário | Fase           |
| ----------- | ------- | -------------- |
| 24 de julho | 9:50    | Eliminatórias  |
| 25 de julho | 9:40    | Repescagem     |
| 28 de julho | 12:00   | Semifinais A/B |
| 29 de julho | 8:30    | Final B        |
| 29 de julho | 9:15    | Final A        |

## Medalhistas
| Ouro   | CRO Martin Sinković e Valent Sinković  |
| Prata  | ROU Marius Cozmiuc e Ciprian Tudosă    |
| Bronze | DEN Frederic Vystavel e Joachim Sutton |

## Resultados

### Eliminatórias
Os três primeiros de cada bateria se classificam para as semifinais, enquanto o restante disputa a repescagem.
Eliminatória 1
| Pos. | Raia | Remadores                             | CON               | Tempo   | Notas |
| ---- | ---- | ------------------------------------- | ----------------- | ------- | ----- |
| 1    | 4    | Marius Cozmiuc Ciprian Tudosă         | ROU Romênia       | 6:33.86 | Q     |
| 2    | 3    | Niki van Sprang Guillaume Krommenhoek | NED Países Baixos | 6:36.42 | Q     |
| 3    | 2    | Martin Mačković Miloš Vasić           | SRB Sérvia        | 6:43.18 | Q     |
| 4    | 5    | Jaime Canalejo Javier García          | ESP Espanha       | 6:53.33 | R     |
| 5    | 1    | Luc Daffarn Jake Green                | RSA África do Sul | 7:04.03 | R     |

Eliminatória 2
| Pos. | Raia | Remadores                           | CON               | Tempo   | Notas |
| ---- | ---- | ----------------------------------- | ----------------- | ------- | ----- |
| 1    | 3    | Sam Hardy Joshua Hicks              | AUS Austrália     | 6:42.74 | Q     |
| 2    | 2    | Giovanni Abagnale Marco Di Costanzo | ITA Itália        | 6:48.74 | Q     |
| 3    | 1    | Brook Robertson Stephen Jones       | NZL Nova Zelândia | 6:56.53 | Q     |
| 4    | 4    | Thibaud Turlan Guillaume Turlan     | FRA França        | 7:09.79 | R     |

Eliminatória 3
| Pos. | Raia | Remadores                        | CON              | Tempo   | Notas |
| ---- | ---- | -------------------------------- | ---------------- | ------- | ----- |
| 1    | 3    | Martin Sinković Valent Sinković  | CRO Croácia      | 6:32.41 | Q     |
| 2    | 4    | Frederic Vystavel Joachim Sutton | DEN Dinamarca    | 6:36.93 | Q     |
| 3    | 2    | Kai Langerfeld Conlin McCabe     | CAN Canadá       | 6:40.99 | Q     |
| 4    | 1    | Dzmitry Furman Siarhei Valadzko  | BLR Bielorrússia | 7:05.65 | R     |

### Repescagem
Os três primeiros da repescagem se classificam para as semifinais; o quarto colocado é eliminado.
| Pos. | Raia | Remadores                       | CON               | Tempo   | Notas |
| ---- | ---- | ------------------------------- | ----------------- | ------- | ----- |
| 1    | 2    | Jaime Canalejo Javier García    | ESP Espanha       | 6:47.06 | Q     |
| 2    | 3    | Thibaud Turlan Guillaume Turlan | FRA França        | 6:49.19 | Q     |
| 3    | 1    | Dzmitry Furman Siarhei Valadzko | BLR Bielorrússia  | 6:52.82 | Q     |
| 4    | 4    | Luc Daffarn Jake Green          | RSA África do Sul | 6:57.01 |       |

### Semifinais
Os três primeiros de cada bateria se classificam para a Final A, enquanto o restante disputa a Final B (fora da chance por medalhas).
Semifinal A/B 1
| Pos. | Raia | Remadores                        | CON               | Tempo   | Notas |
| ---- | ---- | -------------------------------- | ----------------- | ------- | ----- |
| 1    | 4    | Marius Cozmiuc Ciprian Tudosă    | ROU Romênia       | 6:13.51 | FA    |
| 2    | 5    | Frederic Vystavel Joachim Sutton | DEN Dinamarca     | 6:14.88 | FA    |
| 3    | 6    | Jaime Canalejo Javier García     | ESP Espanha       | 6:16.25 | FA    |
| 4    | 3    | Sam Hardy Joshua Hicks           | AUS Austrália     | 6:19.30 | FB    |
| 5    | 1    | Dzmitry Furman Siarhei Valadzko  | BLR Bielorrússia  | 6:30.66 | FB    |
| 6    | 2    | Brook Robertson Stephen Jones    | NZL Nova Zelândia | 6:41.46 | FB    |

Semifinal A/B 2
| Pos. | Raia | Remadores                             | CON               | Tempo   | Notas |
| ---- | ---- | ------------------------------------- | ----------------- | ------- | ----- |
| 1    | 4    | Martin Sinković Valent Sinković       | CRO Croácia       | 6:15.63 | FA    |
| 2    | 6    | Martin Mačković Miloš Vasić           | SRB Sérvia        | 6:17.47 | FA    |
| 3    | 2    | Kai Langerfeld Conlin McCabe          | CAN Canadá        | 6:19.15 | FA    |
| 4    | 3    | Niki van Sprang Guillaume Krommenhoek | NED Países Baixos | 6:19.57 | FB    |
| 5    | 5    | Giovanni Abagnale Vincenzo Abbagnale  | ITA Itália        | 6:20.29 | FB    |
| 6    | 1    | Thibaud Turlan Guillaume Turlan       | FRA França        | 6:52.24 | FB    |

### Finais
As regatas finais definem as posições de todos os remadores. Na Final A são decididos os medalhistas.
Final B
| Pos. | Raia | Remadores                             | CON               | Tempo   | Notas |
| ---- | ---- | ------------------------------------- | ----------------- | ------- | ----- |
| 7    | 4    | Niki van Sprang Guillaume Krommenhoek | NED Países Baixos | 6:22.75 |       |
| 8    | 5    | Dzmitry Furman Siarhei Valadzko       | BLR Bielorrússia  | 6:25.88 |       |
| 9    | 6    | Thibaud Turlan Guillaume Turlan       | FRA França        | 6:28.01 |       |
| 10   | 3    | Sam Hardy Joshua Hicks                | AUS Austrália     | 6:30.20 |       |
| 11   | 2    | Giovanni Abagnale Vincenzo Abbagnale  | ITA Itália        | 6:31.43 |       |
| 12   | 1    | Brook Robertson Stephen Jones         | NZL Nova Zelândia | 6:38.30 |       |

Final A
| Pos.              | Raia | Remadores                        | CON           | Tempo   | Notas |
| ----------------- | ---- | -------------------------------- | ------------- | ------- | ----- |
| Medalha de ouro   | 3    | Martin Sinković Valent Sinković  | CRO Croácia   | 6:15.29 |       |
| Medalha de prata  | 4    | Marius Cozmiuc Ciprian Tudosă    | ROU Romênia   | 6:16.58 |       |
| Medalha de bronze | 5    | Frederic Vystavel Joachim Sutton | DEN Dinamarca | 6:19.88 |       |
| 4                 | 1    | Kai Langerfeld Conlin McCabe     | CAN Canadá    | 6:20.43 |       |
| 5                 | 2    | Martin Mačković Miloš Vasić      | SRB Sérvia    | 6:22.34 |       |
| 6                 | 6    | Jaime Canalejo Javier García     | ESP Espanha   | 6:25.25 |       |